# Cadoganové

Erb rodu Cadoganů

Cadogan je jméno anglického šlechtického rodu připomínaného od 15. století, od roku 1800 s titulem hraběte, z rodu vzešlo několik významných osobností v politice, armádě nebo diplomacii. Díky sňatku s dědičkou rodu Sloane převzal rod v 18. století pozemky na předměstí Londýna, v době rozmachu v 19. století se čtvrť Chelsea stala vyhledávanou lokalitou a Cadoganové se jako majitelé pozemků a nemovitostí zařadili mezi nejbohatší šlechtické rody v Británii a dodnes patří mezi britské miliardáře. Podle každoročně zveřejňovaného přehledu nejbohatších Britů v The Sunday Times je Charles Cadogan, 8. hrabě Cadogan (*1937), vlastníkem majetku ve výši 6,5 miliardy liber. Lev z rodového erbu Cadoganů je součástí loga fotbalového klubu Chelsea.

## Historie
Rod pocházel z Walesu a jeho původní jméno bylo Cadwgan, připomíná se od 15. století. William Cadogan (1600–1661), který za občanské války bojoval v Cromwellově armádě, přesídlil do Irska. Jeho vnuk William (1672–1726) vynikl jako diplomat a vojevůdce za války o španělské dědictví, získal statky v hrabství Oxford a v roce 1718 byl povýšen na hraběte. Zemřel bez potomstva, druhý hraběcí titul byl rodině udělen v roce 1800 v linii Williamova mladšího bratra Charlese. Charles Cadogan (1685–1776) se oženil s Elizabeth Sloane (1698–1768), dcerou spoluzakladatele Britského muzea Hanse Sloane, dědičkou pozemků v Chelsea na předměstí Londýna, které se staly základem pozdějšího bohatství rodiny. Jejich syn Charles Cadogan (1728–1807) byl dlouholetým poslancem Dolní sněmovny, zastával úřady ve vládě a u dvora, po matce také užíval jméno Sloane–Cadogan. V roce 1800 pro svůj rod znovu získal titul hraběte, součástí titulatury byl také titul vikomta Chelsea, který zpravidla užívá dědic hraběte. V dalších generacích z rodu vynikli irský místokrál 5. hrabě Cadogan nebo jeho syn, diplomat Sir Alexander Cadogan.

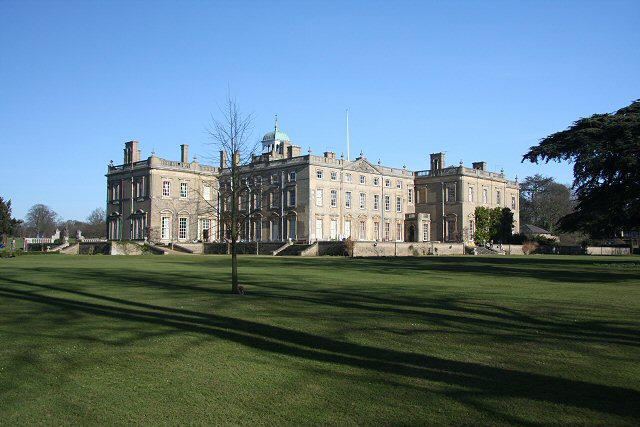
Zámek Culford Park (Suffolk), sídlo Cadoganů v 19. a 20. století

V 19. století se díky rozrůstání Londýna čtvrť Chelsea stala vyhledávanou lokalitou a 5. hrabě Cadogan na svých pozemcích začal stavět a pronajímat obytné domy. Sloane Street se stala důležitou obchodní třídou, v níž sídlí řada světových módních značek, na náměstí Sloane Square se nachází koncertní síň Cadogan Hall, po rodině Cadogan jsou pojmenovány i další ulice a lokality ve čtvrti Chelsea. Správu nemovitostí a pozemků dnes zajišťuje společnost Cadogan Estates, jejímž prezidentem je Charles Cadogan, 8. hrabě Cadogan (*1937), ve vedení společnosti se angažuje jeho syn Edward Cadogan, vikomt Chelsea (*1966). Společnost spravuje přibližně 3 000 bytů, 200 domů, 300 obchodů, řadu obchodních a kancelářských prostor a další pozemky ve čtvrti Chelsea.

## Rodová sídla
William Cadogan koupil ve dvacátých letech 18. století panství Caversham Park v hrabství Oxfordshire. Přestavbou zámku a zahrad se snažil konkurovat sousednímu sídlu Blenheim Palace, který patřil jeho příteli vévodovi z Marlborough. Za dalších majitelů zámek koncem 18. století vyhořel a byl nahrazen sídlem v menším rozsahu. Pátý hrabě Cadogan v roce 1889 koupil Culford Park (Suffolk) a nechal jej přestavět. V roce 1933 tento zámek potomci prodali a od té doby zde sídlí škola.

## Osobnosti

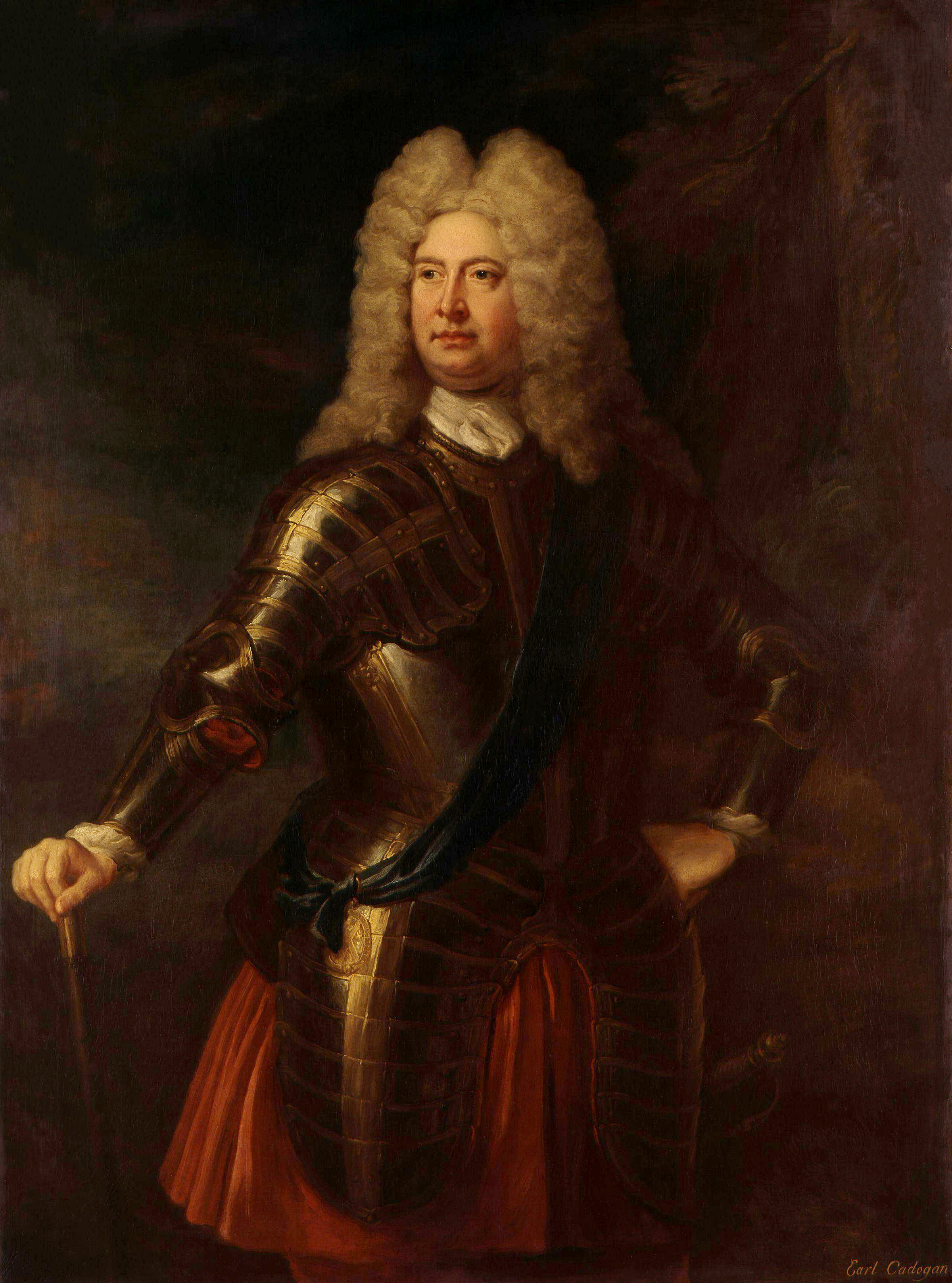
Generál a diplomat William Cadogan, 1. hrabě Cadogan

- William Cadogan, 1. hrabě Cadogan (1672–1726), generál a diplomat, 1718 povýšen na hraběte

- Charles Cadogan, 2. baron Cadogan (1685–1776), generál, člen Dolní sněmovny

- Charles Cadogan, 1. hrabě Cadogan (1728–1807), člen Dolní sněmovny, nejvyšší mincmistr, 1800 povýšen na hraběte

- George Cadogan, 3. hrabě Cadogan (1783–1864), admirál, námořní pobočník královny Viktorie

- George Cadogan, 5. hrabě Cadogan (1840–1915), místokrál v Irsku

- Sir Alexander Cadogan (1885–1968), diplomat, velvyslanec v Číně a při OSN